# Hermann Baumgarten

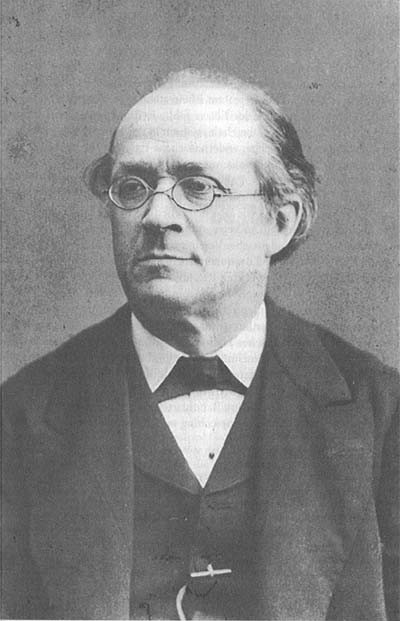

Karl August Ludwig Hermann Baumgarten (* 28. April 1825 in Lesse, jetzt Stadtteil von Salzgitter; † 19. Juni 1893 in Straßburg) war ein deutscher Historiker.

## Leben
Baumgarten, Sohn und Enkel von Pastoren, studierte ab 1842 Theologie an der Universität Jena, wechselte aber nach einem Jahr zu Philologie und Geschichte an der Universität Halle. Nach einer politisch bedingten Relegation setzte Baumgarten das Studium 1845 in Bonn fort und beendete es in Göttingen. In Jena schloss er sich 1842 der Burschenschaft auf dem Burgkeller, der heutigen Burschenschaft Arminia auf dem Burgkeller, in Halle 1843 der Burschenschaft Allemannia an. Nach einer Tätigkeit als Redakteur der Deutschen Reichs-Zeitung (Braunschweig) von der Revolution bis 1852 ging Baumgarten 1853 zu Georg Gottfried Gervinus, der wegen Hochverrats angeklagt worden war, nach Heidelberg. Er veröffentlichte eine Verteidigungsschrift für Gervinus und arbeitete mit an dessen Geschichte des 19. Jahrhunderts.
Von 1855 bis 1861 war Baumgarten als Publizist tätig und veröffentlichte ein Werk über die spanische Geschichte zur Zeit Kaiser Karls V. und zur Geschichte Spaniens von der Französischen Revolution bis zu seiner Gegenwart. Er folgte 1861 einem Ruf als ordentlicher Professor für Geschichte und Literatur an die Technische Hochschule Karlsruhe und wechselte 1872 als Professor für Geschichte und Literaturgeschichte an die Universität Straßburg.
Baumgarten verfasste ab 1882 eine unvollendet gebliebene Biographie Kaiser Karls V. Karl Brandi wollte sie ursprünglich mit den sich anschließenden Bänden fortsetzen, entschied sich aber zu einer gänzlichen Neugestaltung unter Verwendung der Baumgarten’schen Biographie.
Als Verfechter des Liberalismus stand Baumgarten immer wieder vor der Entscheidung, sich den Vorstellungen Bismarcks anzunähern und auf liberale Vorstellungen zu verzichten oder konsequent auf den ursprünglichen liberalen Grundsätzen zu beharren. Dieses wurde von Baumgarten in seinem Werk Der deutsche Liberalismus. Eine Selbstkritik verneint. Er nahm jedoch den zweiten Band der Deutschen Geschichte im Neunzehnten Jahrhundert von Heinrich von Treitschke zum Anlass, um auch die einseitige preußische Politik im Deutschen Reich zu kritisieren. In seiner Kritik beanstandete er sowohl Treitschkes dürftige Archivarbeit und die methodischen Schwächen seines Werkes, als auch die tönende Polemik seiner preußisch-nationalen Historiographie, die sich in ihrer Tendenz sowohl gegen Österreich, England, Judentum und Liberalismus richtete. Damit löste Baumgarten eine heftige publizistische Debatte aus, an der sich namhafte Historiker beteiligten und die unter dem Namen Treitschke-Baumgarten-Kontroverse (1882/83) bekannt ist. Baumgarten hatte u. a. für die Historische Zeitschrift (HZ) geschrieben, trennte sich jedoch von ihr, nachdem die HZ unter der Leitung Heinrich von Sybels in diesem Historikerstreit im Sinne Treitschkes entschieden hatte und die dort vertretenen Positionen, zu denen auch die Treitschkes gehörten, für ihn nicht mehr annehmbar waren. Baumgartens Niederlage war gleichzeitig eine Niederlage des deutschen Liberalismus.
Baumgarten war seit 1880 ordentliches Mitglied der Historischen Kommission bei der Bayerischen Akademie der Wissenschaften. Mitglied der Bayerischen Akademie der Wissenschaften war er seit 1872. 1890 wurde er als assoziiertes Mitglied in die Königliche Akademie der Wissenschaften und Schönen Künste von Belgien aufgenommen. Er war Lehrer seines Neffen Max Weber, der sich als einer der Begründer der Soziologie in Deutschland einen Namen machte.
Hermann Baumgarten war seit 1855 mit Ida Fallenstein (1837–1899) verheiratet, der ältesten Tochter des Geheimen Finanzrats Georg Friedrich Fallenstein (1790–1853). Über ihre jüngeren Schwestern Henriette und Helene war er mit Adolf Hausrath und Max Weber senior verschwägert. Das Paar bekam acht Kinder, von denen vier das Erwachsenenalter erreichten: Fritz (1856–1913), Otto (1858–1934), Emmy (1865–1946) und Anna (1868–1943). 

## Werke (Auswahl)
- Gervinus und seine politischen Überzeugungen. Ein biographischer Beitrag. Engelmann, Leipzig 1853.
- Geschichte Spanien's zur Zeit der französischen Revolution. Reimer, Berlin 1861.
- Geschichte Spaniens vom Ausbruch der Französischen Revolution bis auf unsere Tage. Drei Bände. Hirzel, Leipzig 1865–1871.

- Der deutsche Liberalismus. Eine Selbstkritik. Berlin 1866 (Neudruck: Hrsg. u. eingeleitet von Adolf M. Birke. Ullstein, Frankfurt/M. 1974, ISBN 3-548-03034-3).
- Wie wir wieder ein Volk geworden sind. 2. Aufl. Hirzel, Leipzig 1870.
- Archive und Bibliotheken in Frankreich und Deutschland. Reimer, Berlin 1875.
- Über Sleidans Leben und Briefwechsel. Trübner, Straßburg 1878.
- Vor der Bartholomäusnacht. Trübner, Straßburg 1882.
- Treitschke's deutsche Geschichte. 3. Aufl. Trübner, Straßburg 1883.
- Geschichte Karls V. Drei Bände. Cotta, Stuttgart 1885–1892.
- Karl V. und die deutsche Reformation. Verein für Reformationsgeschichte, Halle 1888.
- Historische und politische Aufsätze und Reden. Trübner, Straßburg 1894.
- Staatsminister Jolly. Ein Lebensbild. Laupp, Tübingen 1897.